# Susannah Mushatt Jones
Pour les articles homonymes, voir Jones.
Susannah Mushatt Jones, née le 6 juillet 1899 dans le comté de Lowndes et morte le 12 mai 2016 à Brooklyn aux États-Unis, est une supercentenaire américaine.
Elle est doyenne des États-Unis et de l'humanité de juin 2015 à sa mort.

## Biographie
Elle est issue d'une famille de dix enfants, ses parents sont Callie et Mary Mushatt, le travail du père était de ramasser le coton. Ayant au départ l'intention de devenir enseignante, mais n'étant pas en mesure de financer ses études à l'Institut Tuskegee, elle travaille à la place comme nourrice à New York en 1922. Elle crée plus tard le Calhoun Club, qui offre des bourses d'enseignement supérieur aux jeunes afro-américains.
Elle est mariée de 1928 à 1933 avec Henry Jones dont elle conservera le nom. Elle part vivre quelque temps en Californie pendant les années 1940, puis retourne en Alabama pour finalement revenir à New York où elle réside jusqu'à la fin de sa vie.
Au décès de Jeralean Talley elle devient doyenne des États-Unis et doyenne de l'humanité pendant 10 mois du 17 juin 2015 à sa mort en mai 2016 et est, pendant cette période, l'une des deux dernières personnes vivantes connues à être nées avant 1900, avec Emma Morano, qui lui succède.